# Índice de Atkinson
El índice de Atkinson es una medida de la desigualdad de la renta. Es uno de los varios índices desarrollados por el economista británico Anthony Barnes Atkinson.
Este índice aparece entre la familia de índices normativos enunciada en un artículo de Atkinson de 1970, publicado en el Journal of Economic Theory. La medida es útil para determinar cuál es el extremo de la distribución que más contribuyó a la desigualdad observada.

## Definición
El índice se puede convertir en una medida normativa evaluada mediante la imposición de un coeficiente {\displaystyle \varepsilon } para ponderar los ingresos. Un mayor peso se puede colocar sobre los cambios en una proporción dada de la distribución de los ingresos para elegir {\displaystyle \varepsilon }, el nivel de "aversión a la desigualdad", apropiadamente. El índice de Atkinson se vuelve más sensible a los cambios en el extremo inferior de la distribución de ingresos como {\displaystyle \varepsilon } tiende a 1. Por el contrario, conforme el nivel de aversión a la desigualdad cae (es decir, como {\displaystyle \varepsilon } se aproxima a 0) el Atkinson vuelve más sensible a los cambios en el extremo superior de la distribución del ingreso.
La característica distintiva del índice de Atkinson es la incorporación de juicios de valor de manera explícita a través de un coeficiente {\displaystyle \varepsilon }, la definición formal de índice se realiza mediante las siguientes fórmulas:

{\displaystyle A=1-{\frac {1}{\mu }}\left({\frac {1}{N}}\sum _{i=1}^{N}y_{i}^{1-\varepsilon }\right)^{1/(1-\varepsilon )}\forall \varepsilon :\varepsilon \in (0,\infty )}

y:

{\displaystyle A=1-{\frac {1}{\mu }}\left(\prod _{i=1}^{N}y_{i}\right)^{1/N}\ {\mbox{para}}\ \varepsilon =1,}

Donde {\displaystyle y_{i}} es el ingreso individual (i = 1, 2, ..., N) y {\displaystyle \mu } es el ingreso medio. Una medida entrópica de este índice se puede calcular a partir del índice de Theil T
 (ejemplo sin usar {\displaystyle \varepsilon }):

{\displaystyle A=1-e^{-T}\,}